# Dachsberg (Gemeinde St. Georgen)
Dachsberg ist eine Ortschaft und eine Katastralgemeinde der Gemeinde St. Georgen an der Leys im Bezirk Scheibbs (Niederösterreich).

## Geografie
Die Ortschaft befindet sich südwestlich der Burg Plankenstein und besteht aus den Streusiedlungen Oberdachsberg und Unterdachsberg sowie den Lagen Bürgschacher, Großdachsberg, Größing, Kleindachsberg.
In der Katastralgemeinde, die im Süden bis zum Statzberg (948 m ü. A.) reicht, liegen weiters auch die Ortschaften Bach, Bichl und Gries.

## Siedlungsentwicklung
Zum Jahreswechsel 1979/1980 befanden sich in der Katastralgemeinde Dachsberg insgesamt 74 Bauflächen mit 31.734 m² und 45 Gärten auf 188.097 m², 1989/1990 gab es 75 Bauflächen. 1999/2000 war die Zahl der Bauflächen auf 183 angewachsen und 2009/2010 bestanden 150 Gebäude auf 184 Bauflächen.

## Geschichte
Laut Adressbuch von Österreich waren im Jahr 1938 in Dachsberg mehrere Landwirte mit Direktvertrieb ansässig.

## Bodennutzung
Die Katastralgemeinde ist landwirtschaftlich geprägt. 541 Hektar wurden zum Jahreswechsel 1979/1980 landwirtschaftlich genutzt und 377 Hektar waren forstwirtschaftlich geführte Waldflächen. 1999/2000 wurde auf 493 Hektar Landwirtschaft betrieben und 443 Hektar waren als forstwirtschaftlich genutzte Flächen ausgewiesen. Ende 2018 waren 467 Hektar als landwirtschaftliche Flächen genutzt und Forstwirtschaft wurde auf 452 Hektar betrieben. Die durchschnittliche Bodenklimazahl von Dachsberg beträgt 19,2 (Stand 2010).